# Baí Zé

Illustrazione del Báizé nell'enciclopedia imperiale.

Bái Zé (白澤T, 白泽S, BáizéP, Pai TseW) è una creatura fantastica della mitologia cinese. Durante la dinastia Tang, fu introdotto in Giappone con il termine kyūjitai Hakutaku (白沢?). Si dice che comprenda il linguaggio umano e conosca tutto ciò che riguarda i fantasmi e gli dei del mondo.

## Descrizione

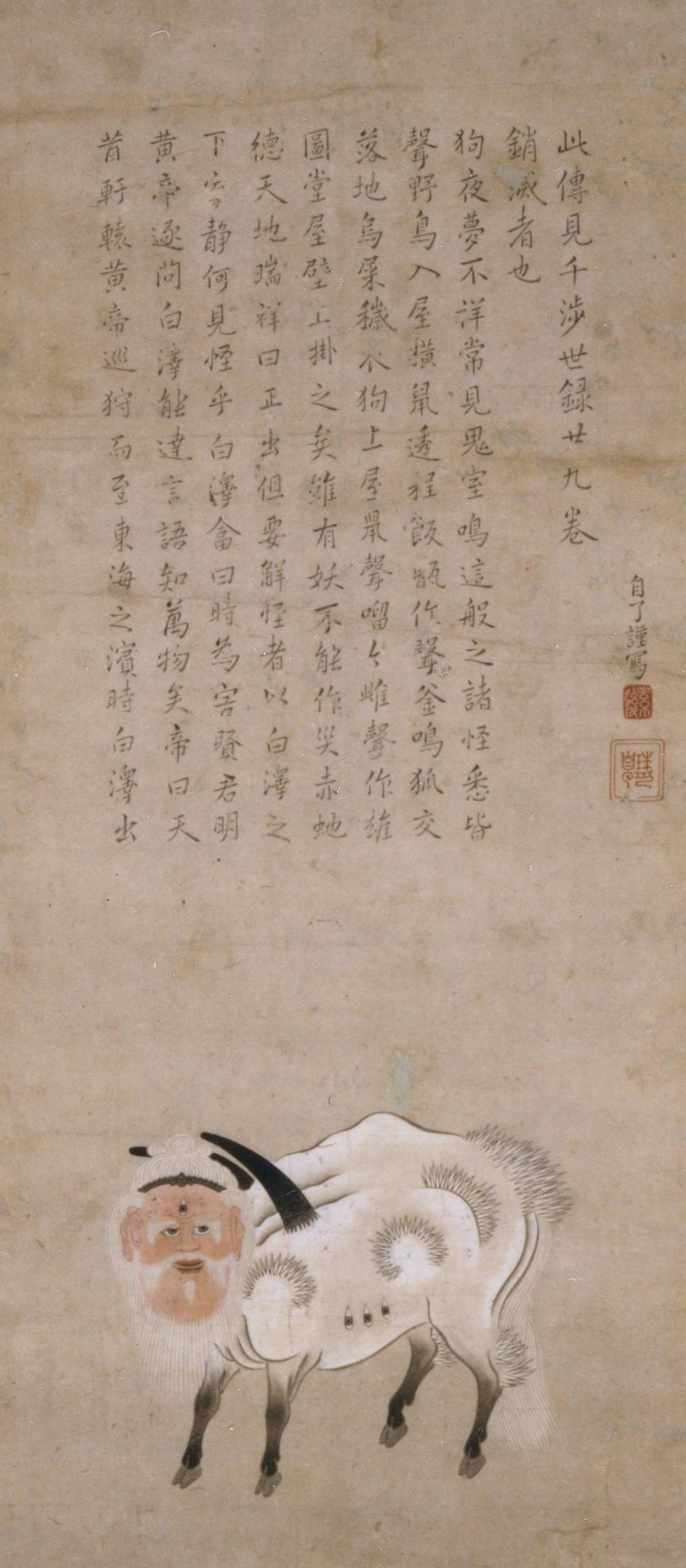
Immagine di Hakutaku di Gusukuma Seihō.

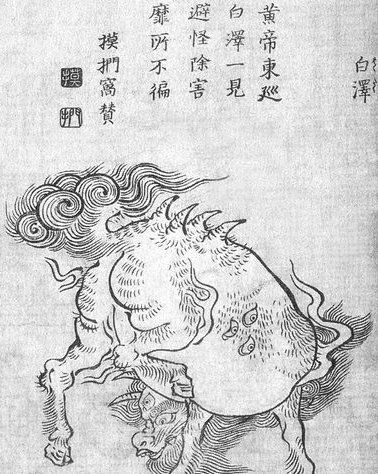
Hakutaku dal "Konjaku hyakki shūi" di Toriyama Sekien.

La maggior parte delle raffigurazioni del bái zé raffigurano una creatura quadrupede con pelliccia bianca che ha la capacità di proteggere dalle forze del male grazie alle sue capacità di chiaroveggenza dall'aldilà. Ma la creatura assumerà aspetti molto diversi nel corso della storia. L'aspetto più riconoscibile e diffuso del bái zé proviene da illustrazioni pubblicate in enciclopedie come il Gujin tushu jicheng in Cina o una delle prime edizioni del Wakan sansai zue in Giappone, che raffigurano il bái zé come una creatura simile a un grande leone bianco, con la bocca di un drago. Altri documenti raffigurano il bái zé come una creatura ungulata come una mucca o una capra, possibilmente con una testa umana, con sei occhi e corna incastonate nei fianchi, nella schiena o nei fianchi.
Nel libro della dinastia Ming Sancai Tuhui, l'aspetto del bái zé è descritto come avente capelli verdi su una testa di loong, con un corno che cresce sulla sommità e la capacità di volare. Nella Storia degli Yuan è descritto come avente la testa di una tigre, la criniera rossa, il corpo di loong e un corno. L'immagine del bái zé in Cina combina le caratteristiche sia del loong che della tigre.
Tuttavia l'hakutaku raffigurato nel Konjaku hyakki shūi di Toriyama Sekien, presenta due corna sulla testa come quelle di una mucca, una barba da capra sulla mascella inferiore, un altro occhio sulla fronte e altri tre occhi su ciascun lato del corpo per un totale di nove occhi.

## Storia
La prima menzione registrata della creatura nella storia risale alla pubblicazione di un documento a essa dedicato, denominato Báizétú (白澤圖S, lett. "Illustrazione del Báizé") pubblicato nel Libro dei Song. Questo documento è una compilazione attribuita all'imperatore Huang Di, l'Imperatore Giallo, o ai suoi consiglieri. Secondo la leggenda, durante il suo viaggio nella regione del Mare Orientale, l'imperatore incontrò la creatura sul monte Monte Heng, dove gli rivelò informazioni sulle 11.520 specie di fantasmi, spiriti, divinità e creature soprannaturali, nonché metodi per proteggersi dall'influenza nociva di ciascuna di esse. Il Báizétú sarebbe quindi considerato molto più di una semplice raccolta di illustrazioni, ma come una delle prime grandi guide esoteriche ed enciclopediche sugli spiriti e i mostri della mitologia cinese.
Sebbene il testo originale del Báizétú sia andato perduto, in particolare durante la dinastia Song Settentrionale, esso è citato e menzionato in varie opere successive, tra cui raccolte come lo Shan Hai Jing e altre raccolte di esseri soprannaturali dell'antica Cina. Secondo questi testi, il bái zé è una creatura divina che sa tutto sui fantasmi e sugli dei del mondo. Questo documento fu apparentemente copiato nel IX o X secolo durante la dinastia Tang, in un un manoscritto di Dunhuang intitolato Báizéjing Guaitu (白澤精惟圖S), ora conservato presso la Biblioteca nazionale di Francia. Sebbene non contenga alcuna illustrazione del bái zé, il documento contiene 11.520 illustrazioni di spiriti e divinità che sono in realtà una rappresentazione del bái zé stesso. Questo documento racconta vari eventi relativi a disastri causati da vari spiriti maligni, nonché metodi per combatterli ed evitare queste calamità. Nello stesso periodo, oltre a servire come testi divinatori, queste illustrazioni venivano utilizzate principalmente come talismani che la popolazione appendeva nelle case per proteggersi dalla sfortuna e preservare il benessere e la salute dei membri della famiglia.
L'immagine del bái zé era popolare anche tra i più alti ranghi della società, con imperatori successivi che, secondo quanto riferito, indossavano un panno con l'immagine della creatura sulla testa della loro guardia personale.
Tuttavia, alcune raccolte come il Běncǎo Gāngmù presumono che il termine bái zé sia in realtà solo un nome particolare per il leone.
Si dice che il bái zé potesse parlare il linguaggio umano e apparisse solo quando il sovrano del tempo era virtuoso. Per questa caratteristica, il bái zé era considerato una creatura mitica portafortuna, come il qilin o la fenice.

## In Giappone

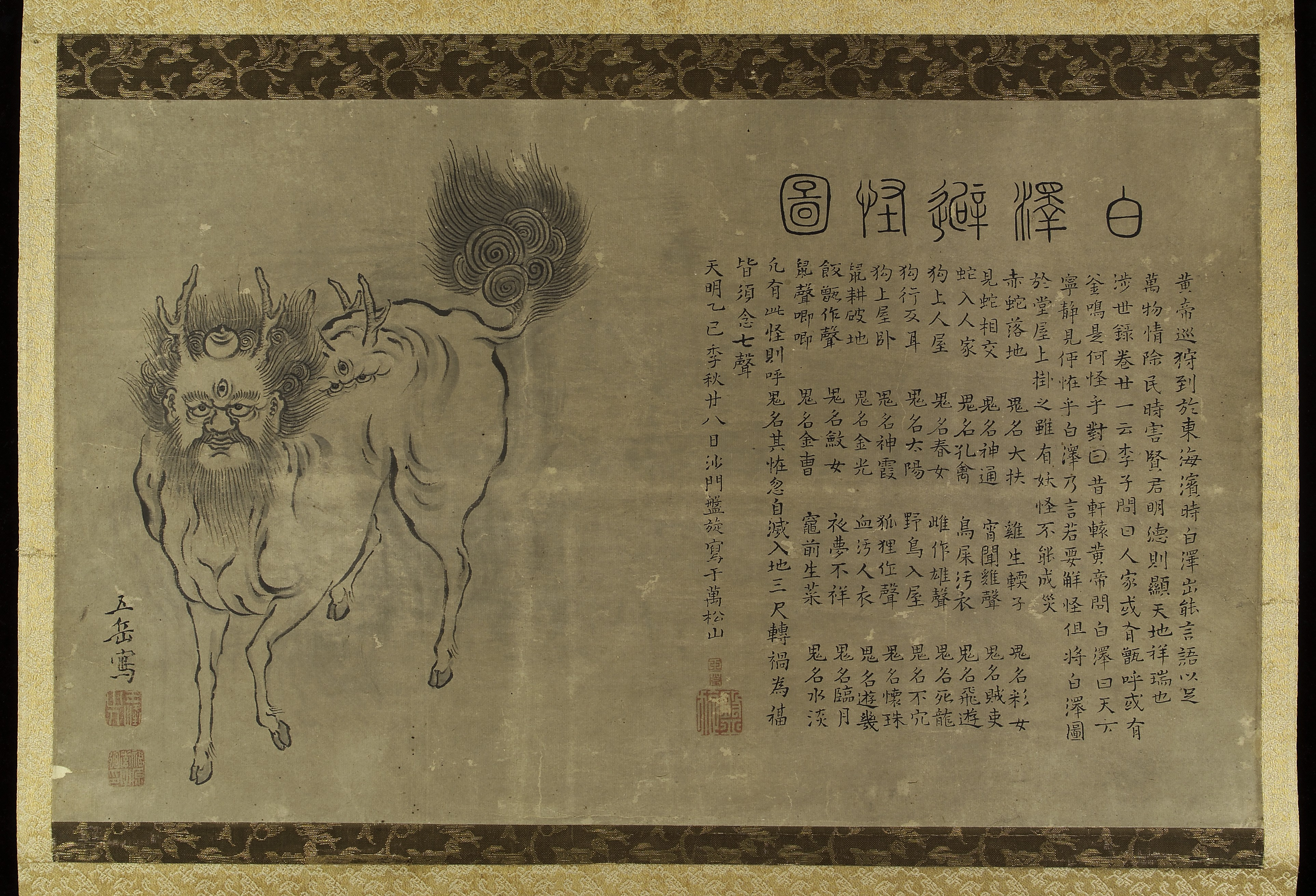
Dipinto dellHakutaku di Fukuhara Gogaku, 1785

Il bái zé fu introdotto in Giappone durante la dinastia Tang, con il nome di Hakutaku, utilizzando gli stessi caratteri cinesi. La più antica raffigurazione conosciuta di hakutaku appare nel Tiandi ruixiang zhi, (天地瑞祥志S, lett. "Trattato sui segni di buon auspicio del cielo e della terra"), un'opera originaria della Cina. Quest'opera è menzionata nelle bibliografie giapponesi della fine del IX secolo, mentre è sconosciuta in quelle cinesi. Nel Tiandi ruixiang zhi, l'hakutaku ha il corpo di una mucca e una testa umana con la barba. L'immagine "Hakutaku hi kai zu" dipinta da Fukuhara Gogaku presenta tre volti, ciascuno con tre occhi e un paio di corna. Entro il XVIII secolo, questa raffigurazione del bái zé era diventata standard in Giappone, ma le sue origini rimangono incerte. In questa stessa raccolta, Hakutaku è rappresentato come una divinità protettrice, capace di scacciare gli spiriti maligni. In Giappone, c'era la credenza che posizionare un'immagine di hakutaku all'interno della casa potesse allontanare la sfortuna. Questa credenza era particolarmente forte nei secoli XVIII e XIX, dove numerose testimonianze attestano l'uso dell'immagine di hakutaku come talismano protettivo, utilizzato in particolare dai viaggiatori, che erano molto sensibili agli incidenti e ai fenomeni naturali. Durante l'epidemia di colera a Edo nel 1858, alle persone fu detto di posizionare l'immagine di hakutaku sui loro cuscini prima di andare a letto per proteggersi.
Nel corso del tempo e attraverso diverse dinastie, la rappresentazione e i caratteri utilizzati per designare l'hakutaku si sono evoluti in Giappone, in particolare durante il periodo Edo, attraverso enciclopedie illustrate come il Wakan sansai zue dove è rappresentato allo stesso modo del Sansai tuhi, come quello di un grande felino dalla pelliccia bianca.
Un episodio degno di nota nella storia dell'hakutaku in Giappone si svolge sul monte Tateyama nella prefettura di Toyama, dove si dice che la creatura sia apparsa per predire un'imminente epidemia di peste. Per scongiurare questo terribile destino, la creatura suggerì di usare talismani a sua immagine. Così, grazie alla sua incredibile conoscenza degli yōkai, delle divinità e più in generale del male in tutte le sue incarnazioni, la bestia divenne particolarmente popolare in Giappone durante il periodo Edo, dove la sua figura veniva venduta e usata come talismano per scongiurare ogni tipo di sfortuna. Era anche molto popolare tra i viaggiatori e le guide specializzate prescrivevano l'uso di illustrazioni hakutaku per combattere i vari problemi incontrati durante i viaggi spesso pericolosi.
D.T. Suzuki, nel suo libro Zen e cultura giapponese, descrive l'hakutaku come una creatura il cui corpo ricorda una mano, con una testa umana. Secondo un'antica credenza, questa creatura divorava brutti sogni ed esperienze negative. Così, per allontanare il male, le persone appendevano la sua immagine sulla porta o all'interno della loro casa.